# Ayuntamiento de Jaén
El Ayuntamiento de Jaén es la institución municipal que gobierna la ciudad y el municipio andaluz de Jaén, en España. Es una de las cuatro administraciones públicas con responsabilidad en la ciudad de Jaén, junto a la Administración General del Estado de España, la Junta de Andalucía y la Diputación de Jaén.
El consistorio está presidido por el alcalde de Jaén, que desde 1979 es elegido democráticamente por sufragio universal. Actualmente, ocupa dicho cargo Julio Millán, del Partido Socialista Obrero Español, que sustituyó el 2 de enero de 2025, por medio de una moción de censura, a Agustín González Romo, del Partido Popular.

## Palacio municipal
Sus dependencias están situadas en el palacio municipal, situado en la plaza de Santa María, junto al Obispado y frente a la catedral de Jaén.

## Alcaldes
| Periodo   | Nombre                                                                                  | Partido                                                       |
| --------- | --------------------------------------------------------------------------------------- | ------------------------------------------------------------- |
| 1979-1983 | Emilio Arroyo López                                                                     | Partido Socialista Obrero Español (PSOE)                      |
| 1983-1987 | Emilio Arroyo López (1983-1986) José María de la Torre Colmenero (1986-1987)            | Partido Socialista Obrero Español (PSOE)                      |
| 1987-1991 | José María de la Torre Colmenero (1987-1989) Alfonso Sánchez Herrera (1989-1991)        | Partido Socialista Obrero Español (PSOE) Partido Popular (PP) |
| 1991-1995 | José María de la Torre Colmenero                                                        | Partido Socialista Obrero Español (PSOE)                      |
| 1995-1999 | Alfonso Sánchez Herrera                                                                 | Partido Popular (PP)                                          |
| 1999-2003 | Miguel Sánchez de Alcázar Ocaña                                                         | Partido Popular (PP)                                          |
| 2003-2007 | Miguel Sánchez de Alcázar Ocaña                                                         | Partido Popular (PP)                                          |
| 2007-2011 | Carmen Purificación Peñalver Pérez                                                      | Partido Socialista Obrero Español (PSOE)                      |
| 2011-2015 | José Enrique Fernández de Moya                                                          | Partido Popular (PP)                                          |
| 2015-2019 | José Enrique Fernández de Moya (2015-2015) Francisco Javier Márquez Sánchez (2015-2019) | Partido Popular (PP)                                          |
| 2019-2023 | Julio Millán Muñoz                                                                      | Partido Socialista Obrero Español (PSOE)                      |
| 2023-act. | José Agustín González Romo (2023-2025) Julio Millán Muñoz (2025-act.)                   | Partido Popular (PP) Partido Socialista Obrero Español (PSOE) |

## Órganos de gobierno

### Pleno
El Pleno de Jaén está compuesto por 27 concejales elegidos democráticamente cada cuatro años. Después de las elecciones municipales de 2023, forman parte de ella 11 concejales del Partido Socialista Obrero Español, 11 del Partido Popular, 3 de Jaén Merece Más  y 2 de Vox.
| Partido político | Partido político                                                    | 2023   | 2019   | 2015   | 2011   | 2007   | 2003   | 1999   | 1995   | 1991   | 1987   | 1983   | 1979   |
| Partido político | Partido político                                                    | Ediles | Ediles | Ediles | Ediles | Ediles | Ediles | Ediles | Ediles | Ediles | Ediles | Ediles | Ediles |
|                  | Partido Socialista Obrero Español (PSOE)                            | 11     | 11     | 9      | 10     | 12     | 11     | 11     | 8      | 12     | 11     | 14     | 7      |
|                  | Partido Popular (PP)-Alianza Popular (AP)                           | 11     | 8      | 12     | 16     | 13     | 14     | 14     | 15     | 12     | 11     | 10     | 1      |
|                  | Jaén Merece Más (JM+)                                               | 3      | —      | —      | —      | —      | —      | —      | —      | —      | —      | —      | —      |
|                  | Vox                                                                 | 2      | 2      | 0      | —      | —      | —      | —      | —      | —      | —      | —      | —      |
|                  | Ciudadanos (CS)                                                     | 0      | 4      | 3      | —      | —      | —      | —      | —      | —      | —      | —      | —      |
|                  | Izquierda Unida (IU)-Partido Comunista de España (PCE)              | 0      | 2      | 0      | 1      | 2      | 2      | 2      | 4      | 2      | 2      | 1      | 3      |
|                  | Jaén en Común (JeC)                                                 | —      | —      | 3      | —      | —      | —      | —      | —      | —      | —      | —      | —      |
|                  | Partido Andalucista (PA)                                            | —      | —      | 0      | 0      | 0      | 0      | 0      | 0      | 1      | 0      | 0      | 4      |
|                  | Centro Democrático y Social (CDS)-Unión de Centro Democrático (UCD) | —      | —      | —      | —      | —      | —      | —      | —      | 0      | 3      | 0      | 10     |

### Junta de Gobierno
La Junta de Gobierno de Jaén se encarga de administrar los impuestos municipales, para costear los servicios públicos y la construcción de infraestructuras. Está presidida por el alcalde.

## Historia de la política municipal

#### Primeros gobiernos: Mayorías del PSOE y primeras alianzas
Desde la llegada de la democracia y durante los años ochenta la preeminencia del Partido Socialista Obrero Español fue casi absoluta, ganando sucesivamente y con contundencia una tras otra, todas las convocatorias electorales (generales, autonómicas y municipales). Así, en clave municipal, desde finales de la década de los setenta y década de los ochenta fueron socialistas quienes ocuparon el puesto de máximo regidor: Emilio Arroyo López y José María de la Torre Colmenero. Siendo este último desbancado de la alcaldía a finales de los ochenta por una moción de censura que aupó al puesto de primer edil a Alfonso Sánchez Herrera (Alianza Popular) con el apoyo del hoy ya extinto CDS.
A pesar de la moción de censura, el PSOE seguía siendo la fuerza más votada, aunque está tendencia comenzó a invertirse a comienzo de la década de los noventa cuando en las elecciones autonómicas de 1990 el Partido Popular (marca nacida tras el congreso-refundación de Alianza Popular en 1989) superó por vez primera en votos al PSOE en la capital, si bien esta diferencia fue mínima (17 892 votos frente a 17 470). En las dos siguientes llamadas electorales (municipales de 1991 y generales anticipadas de 1993) esta inversión de voto se mantuvo dando al PP un mayor número de votos pero siempre con escaso margen sobre los socialistas. Así las cosas, debido a esa estrecha diferencia en las municipales de 1991, la aritmética electoral volvió a permitir a José María de la Torre Colmenero recuperar la alcaldía con el apoyo esta vez de Izquierda Unida.

#### Tres mayorías consecutivas del PP. Dos alcaldes
Tras esta primera mitad de la década de los 90, la diferencia entre PP y PSOE se acentuó. De esta manera, lo que había sido una sucesión de derrotas dulces a partir de las autonómicas de 1990, se convirtió en una debacle en las autonómicas de 1994 en las que el PP casi dobló en votos (28 857) al PSOE (15 466) en parte por el ascenso que en esos años también experimentó Izquierda Unida. Como consecuencia de ello, en las elecciones municipales de 1995 Alfonso Sánchez Herrera (PP) volvió a ganar la alcaldía, esta vez sí, con holgada mayoría absoluta.
Las diferencias entre ambas formaciones volvieron a ser ajustadas a partir de las municipales de 1999 sobre todo después de que en esos comicios el PP sufriera un descenso de votos de más del 25 % respecto a la última cita electoral que había sido en las autonómicas de 1996. La explicación a este hecho fue atribuida no tanto al desgaste en el ejercicio del poder, sino a que en las elecciones municipales de 1999, el PP cambió su cabeza de lista no presentándose Alfonso Sánchez Herrera a la reelección y siendo sustituido por Miguel Sánchez de Alcázar Ocaña. En las siguientes elecciones municipales de 1999 el PP volvió a ganar por mayoría absoluta convirtiéndose así Miguel Sánchez de Alcázar Ocaña en el cuarto alcalde de la democracia de la capital jiennense. 
Las diferencias de votos entre socialistas y populares se siguieron manteniendo en los niveles de las municipales durante las llamadas electorales de los siguientes cuatro años, y así hasta que de nuevo, y por estrecho margen en las municipales del 2003 el PP volvió a ganar por mayoría absoluta siendo la tercera vez consecutiva que lo lograba desde 1995.

#### Nuevo gobierno socialista en coalición: Primera alcaldesa
Tras los comicios del 2003, las fuerzas se igualaron bastante hasta el punto de que en las dos siguientes elecciones (generales y autonómicas del 2004) fue el PSOE la fuerza más votada en la capital. En los años sucesivos se hicieron patentes progresivamente notables desavenencias en las filas del Partido Popular que dieron lugar a una fuerte división en su seno entre los partidarios del primer edil, Miguel Sánchez de Alcázar Ocaña, y el presidente provincial del partido, José Enrique Fernández de Moya. En esta situación se llegó a las elecciones municipales del 2007 en las que el resultado electoral se mantuvo a nivel de empate técnico (pues la diferencia fue inferior a los tres puntos porcentuales), siendo esta vez el PP la fuerza más votada aunque por un margen de tan solo 1500 votos. Esta nueva situación de mayoría relativa desconocida en el ayuntamiento desde 1991, fue celebrada por los socialistas como un triunfo pues un pacto con IU dejó el camino expedito a la candidata del PSOE, Carmen Purificación Peñalver Pérez, para convertirse en la nueva alcaldesa de la ciudad, la primera de la historia, que devuelve a un socialista la alcaldía de Jaén doce años después.

#### Mayoría del PP y gobierno en coalición. Dos alcaldes
En las elecciones municipales de 2011 el Partido Popular consiguió una mayoría absoluta histórica, al conseguir 16 concejales con el 51,78 % de los votos, que le hizo recuperar la alcaldía municipal. El cabeza de lista de la formación, José Enrique Fernández de Moya, fue investido alcalde el 11 de junio.
En el año 2015 se celebraron hasta tres elecciones en la ciudad. El 24 de mayo se celebraron las elecciones municipales, que, en la ciudad de Jaén, arrojaron una victoria, sin mayoría absoluta, para el PP por delante del PSOE que siguió siendo la segunda fuerza política de la ciudad. Igualmente, aparecieron, el nuevo partido Ciudadanos y la agrupación de electores Jaén en Común, con tres concejales cada uno. Por su parte, Izquierda Unida quedó sin representación en el ayuntamiento por primera vez desde la llegada de la democracia. Del mismo modo, en el ayuntamiento de Jaén vuelve a existir representación de cuatro partidos diferentes desde 1991. Con todo ello, el candidato popular, José Enrique Fernández de Moya, fue investido nuevamente alcalde de la ciudad el 13 de junio, contando para ello con el apoyo de los concejales de Cs, que meses después fueron expulsados del partido, quedando entonces como no adscritos. El 20 de diciembre se celebraron las elecciones generales, para las que el alcalde fue designado cabeza de lista al Congreso de los Diputados por la provincia jiennense, por lo que, tuvo que renunciar a la alcaldía. Lo sustituyó como alcalde Francisco Javier Márquez Sánchez, anterior concejal de urbanismo.

### Gobierno socialista en coalición
En las Elecciones municipales de España de 2019 el PSOE fue el partido más votado en la ciudad de Jaén, aunque no consiguió mayoría absoluta para gobernar en solitario. De este modo tuvo que hacer un pacto de gobierno con Cs que llevó a Julio Millán Muñoz a ser proclamado alcalde de Jaén.
Jaén, el pleno de capitales andaluzas del PP
Con la celebración de las Elecciones municipales de España de 2023, PP y PSOE quedaban empatados en escaños, con menos de 300 votos. Era necesario formar un consistorio de coalición, en el que la tercera fuerza más votada de Jaén resultó el partido Jaén Merece Más. Finalmente el partido político, se decantó por su unión a Agustín González, representante de  los populares en la capital de provincia. 
Con la toma de la casa consistorial Jaén, Andalucía conseguía de forma histórica, la posesión de todos los ayuntamientos de capitales de provincia andaluzas. El Partido Popular de Andalucía, partido a cargo de Junta de Andalucía presidida por Juanma Moreno, que obtuvo la mayoría absoluta en Elecciones al Parlamento de Andalucía de 2022, demostraba el dominio del Partido Popular en la totalidad del sur de España.

## Resultados electorales históricos
| Partido político                                                    | 2023   | 2023  | 2023   | 2019   | 2019  | 2019   | 2015   | 2015  | 2015   | 2011   | 2011  | 2011   | 2007   | 2007  | 2007   | 2003   | 2003  | 2003   | 1999   | 1999  | 1999   | 1995   | 1995  | 1995   | 1991   | 1991  | 1991   | 1987   | 1987  | 1987   | 1983   | 1983  | 1983   | 1979   | 1979  | 1979   |
| Partido político                                                    | Votos  | %     | Ediles | Votos  | %     | Ediles | Votos  | %     | Ediles | Votos  | %     | Ediles | Votos  | %     | Ediles | Votos  | %     | Ediles | Votos  | %     | Ediles | Votos  | %     | Ediles | Votos  | %     | Ediles | Votos  | %     | Ediles | Votos  | %     | Ediles | Votos  | %     | Ediles |
| Partido Socialista Obrero Español (PSOE)                            | 20 732 | 36,77 | 11     | 19 886 | 39,93 | 11     | 16 249 | 29,52 | 9      | 21 769 | 35,05 | 10     | 25 101 | 42,81 | 12     | 22 948 | 38,56 | 11     | 19 231 | 36,35 | 11     | 16 187 | 27,55 | 8      | 18 803 | 40,01 | 12     | 18 493 | 38,78 | 11     | 23 943 | 52,28 | 14     | 10 396 | 27,05 | 7      |
| Partido Popular (PP)-Alianza Popular (AP)                           | 20 435 | 36,24 | 11     | 14 577 | 27,07 | 8      | 21 129 | 38,38 | 12     | 32 166 | 51,78 | 16     | 26 627 | 45,42 | 13     | 27 858 | 46,81 | 14     | 24 835 | 46,94 | 14     | 30 938 | 52,66 | 15     | 19 261 | 40,99 | 12     | 17 863 | 37,45 | 11     | 17 423 | 38,04 | 10     | 2 524  | 6,57  | 1      |
| Jaén Merece Más (JM+)                                               | 7 064  | 12,52 | 3      | —      | —     | —      | —      | —     | —      | —      | —     | —      | —      | —     | —      | —      | —     | —      | —      | —     | —      | —      | —     | —      | —      | —     | —      | —      | —     | —      | —      | —     | —      | —      | —     | —      |
| Vox                                                                 | 4 858  | 8,61  | 2      | 3 374  | 6,27  | 2      | 426    | 0,77  | 0      | —      | —     | —      | —      | —     | —      | —      | —     | —      | —      | —     | —      | —      | —     | —      | —      | —     | —      | —      | —     | —      | —      | —     | —      | —      | —     | —      |
| Ciudadanos (CS)                                                     | 351    | 0,62  | 0      | 8 323  | 15,46 | 4      | 6 240  | 11,33 | 3      | —      | —     | —      | —      | —     | —      | —      | —     | —      | —      | —     | —      | —      | —     | —      | —      | —     | —      | —      | —     | —      | —      | —     | —      | —      | —     | —      |
| Izquierda Unida (IU)-Partido Comunista de España (PCE)              | 956    | 1,69  | 0      | 3 404  | 6,32  | 2      | 2250   | 4,08  | 0      | 3 687  | 5,94  | 1      | 3 909  | 6,67  | 2      | 4 312  | 7,25  | 2      | 4 593  | 8,68  | 2      | 8 143  | 13,86 | 4      | 3 299  | 7,02  | 2      | 4 066  | 7,53  | 2      | 2452   | 5,35  | 1      | 4 584  | 11,93 | 3      |
| Jaén en Común (JeC)                                                 | —      | —     | —      | —      | —     | —      | 5 698  | 10,35 | 3      | —      | —     | —      | —      | —     | —      | —      | —     | —      | —      | —     | —      | —      | —     | —      | —      | —     | —      | —      | —     | —      | —      | —     | —      | —      | —     | —      |
| Partido Andalucista (PA)                                            | —      | —     | —      | —      | —     | —      | 478    | 0,87  | 0      | 830    | 1,33  | 0      | 1484   | 2,53  | 0      | 1963   | 3,30  | 0      | 2530   | 4,78  | 0      | 2330   | 3,97  | 0      | 2 716  | 5,78  | 1      | 1065   | 2,23  | 0      | 968    | 2,11  | 0      | 5 884  | 15,31 | 4      |
| Centro Democrático y Social (CDS)-Unión de Centro Democrático (UCD) | —      | —     | —      | —      | —     | —      | —      | —     | —      | —      | —     | —      | —      | —     | —      | —      | —     | —      | —      | —     | —      | —      | —     | —      | 798    | 1,70  | 0      | 4915   | 10,31 | 3      | 1017   | 2,22  | 0      | 13 756 | 35,80 | 10     |

Los concejales de Ciudadanos – Partido de la Ciudadanía obtenidos en 2015 fueron expulsados y pasaron a ser no adscritos

## Áreas municipales

### Concejalías
- Urbanismo y Vivienda
- Asuntos Sociales e Igualdad
- Personal, Régimen Interior y Comunicación
- Promoción Económica, IMEFE, Nuevas Tecnologías y Comercio
- Educación y Cultura
- Seguridad Ciudadana, Tráfico y Transportes
- Sanidad, Consumo y Cementerios
- Hacienda, Contratación, Responsabilidad Patrimonial y Servicio de Informática
- Deportes y Turismo
- Juventud, Universidad Popular Municipal y Participación Ciudadana
- Centro Especial de Empleo
- Casco histórico
- Polígonos industriales

### Organismos autónomos
- IMEFE
- Centro Especial de Empleo, Jardines y Naturaleza. Aula de la Naturaleza. Aula de Educación Ambiental Urbana
- Escuela Taller
- Gerencia Municipal de Urbanismo
- Patronato Municipal de Asuntos Sociales
- Patronato Municipal de Cultura y Fiestas
- Patronato Municipal de Deportes
- Universidad Popular

### Empresas
- Aqualia (empresa concesionaria)
- EPASSA
- SOMUCISA
- SOMUVISA

## Evolución de la deuda viva municipal
El concepto de deuda viva contempla sólo las deudas con cajas y bancos relativas a créditos financieros, valores de renta fija y préstamos o créditos transferidos a terceros, excluyéndose, por tanto, la deuda comercial. En 2023, la deuda del Ayuntamiento de Jaén era la más alta, per cápita, de España. Ascendía a 4898 € por habitante en 2023.
El partido Jaén Merece Más (JM+), que había apoyado la investidura del alcalde del PP, José Agustín González Romo, en 2023, negoció con el PSOE apoyar un cambio de signo en el Ayuntamiento a favor de este partido, con Julio Millán Muñoz como alcalde, si el PSOE, en el Gobierno de España, garantizaba una reestructuración de la deuda de la ciudad. Este cambio se produjo en enero de 2025.
| Gráfica de evolución de la deuda viva del Ayuntamiento entre 2008 y 2023                       |
|                                                                                                |
| Deuda viva del Ayuntamiento de Jaén, en miles de euros, según datos del Ministerio de Hacienda |